# Eirenis hakkariensis
Eirenis hakkariensis är en ormart som beskrevs av Schmidtler och Eiselt 1991. Eirenis hakkariensis ingår i släktet Eirenis och familjen snokar. Taxonet listades tidvis som synonym till Eirenis thospitis men en studie från 2013 fick resultatet att Eirenis hakkariensis är en art.
Artens utbredningsområde är östra Turkiet. Eirenis hakkariensis lever i regionen kring Vansjön. Honor lägger ägg.
Inga underarter finns listade i Catalogue of Life.